# Acacia desertorum
Acacia desertorum — вид квіткових рослин з родини бобових. Ареал: Австралія (Західна Австралія).

## Середовище й екологія
Його можна знайти на піщаних дюнах, піщаних рівнинах і рівнинах; на гравійних і піщаних ґрунтах поверх латериту.

## Біоморфологічна характеристика
Цей густий кущ зазвичай досягає висоти від 0,6 до 2 метрів, а іноді як дерево сягає 4 метрів і цвіте з липня по листопад. Має шиповасті, ребристі, голі гілочки. Сіро-зелені висхідні філодії, жорсткі філодії мають довжину від 5 до 15 см і діаметр від 1 до 1,5 мм і мають від 8 до 16 паралельних досить широких жилок. Прості суцвіття розташовані поодиноко або попарно в пазухах. Квіткові голівки від кулястої до сфероїдної форми мають довжину від 7 до 9 мм і діаметром від 6 до 8 мм з нещільно розташованими яскраво-золотистими квітками. Лінійні, прямі або злегка вигнуті стручки, які утворюються після цвітіння, мають чотирикутну форму в поперечному перерізі, довжину до 8,5 см і ширину від 1 до 2 мм і мають тонку шкірку. Блискуче плямисте коричневе насіння, має лінійну форму і мають довжину від 4 до 4,5 мм.